# Longchamp-sous-Châtenois
Longchamp-sous-Châtenois ist eine auf 320 Metern über Meereshöhe gelegene französische Gemeinde im Département Vosges in der Region Grand Est (bis 2015 Lothringen). Sie gehört zum Arrondissement Neufchâteau und zum Gemeindeverband Ouest Vosgien. Die Bewohner nennen sich Longchanais(es).

## Geografie
Die Gemeinde Longchamp-sous-Châtenois liegt am Ziel, einem Nebenfluss des Vair zwischen den Landschaften Xaintois im Nordwesten und Bassigny im Südwesten, 15 Kilometer südöstlich der Stadt Neufchâteau. Umgeben wird Longchamp-sous-Châtenois von den Nachbargemeinden Châtenois im Norden, La Neuveville-sous-Châtenois im Osten, Sandaucourt im Süden sowie Darney-aux-Chênes im Westen. Am Ostrand der Gemeinde verläuft die Autobahn A31.

## Bevölkerungsentwicklung
| Jahr      | 1962 | 1968 | 1975 | 1982 | 1990 | 1999 | 2008 | 2019 |
| --------- | ---- | ---- | ---- | ---- | ---- | ---- | ---- | ---- |
| Einwohner | 85   | 102  | 108  | 103  | 78   | 89   | 102  | 78   |

## Sehenswürdigkeiten

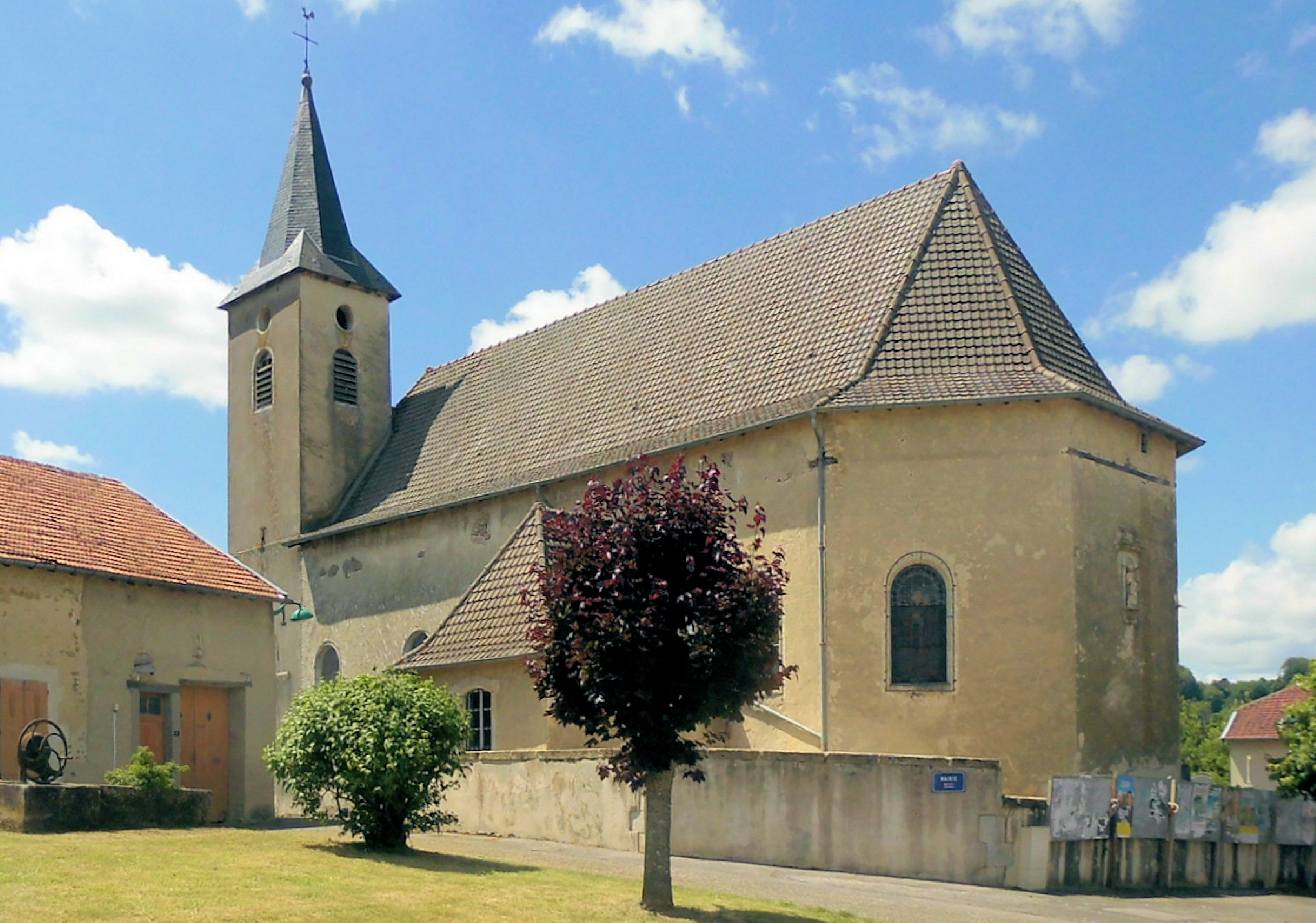
Kirche Saint-Élophe
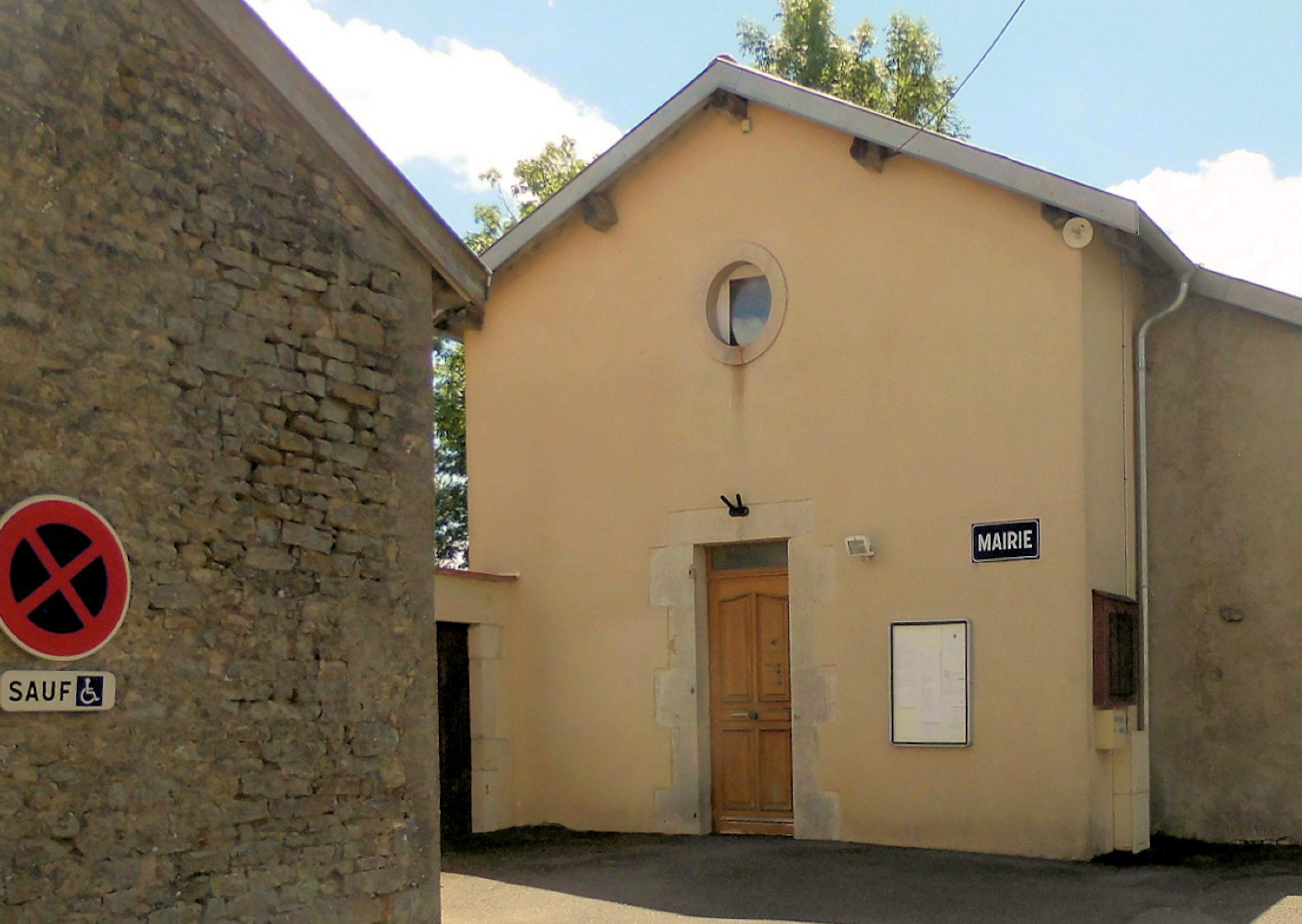
Rathaus

- Kirche Saint-Élophe
- Rathaus